# Tapemodern
Tapemodern é um selo fonográfico, que pertence a Nick Rhodes e Stephen Duffy.

## História
Originalmente, foi criado para o projeto Dark Circles do The Devils, em 2002. Porém, acabou sendo liberado para lançar o single "International Lover", da banda de electropop Riviera F.
Em 28 de Outubro de 2010, o Duran Duran anunciou em seus perfis oficiais do Facebook e do MySpace que o novo selo que produziria o álbum All You Need Is Now seria a Tapemodern, com a parceria da gravadora Universal Music Group na distribuição.

## Parceria
A Tapemodern é parceira da Universal Music Group, que faz a distribuição de seus álbuns. Além disso, outros selos envolvidos no projeto são a Allido Records, a S-Curve Records, e no Brasil, a LAB 344.

## Catálogo
Atualmente, a única banda que forma o catálogo da Tapemodern é o Duran Duran.